# Myrsine koghiensis
Myrsine koghiensis är en viveväxtart som först beskrevs av Maurice Schmid, och fick sitt nu gällande namn av Ricketson och Pipoly. Myrsine koghiensis ingår i släktet Myrsine och familjen viveväxter. Inga underarter finns listade i Catalogue of Life.